# جمهورية صربيا (1992–2006)
جمهورية صربيا (بالسيريلية الصربية: Република Србија/Republika Srbija) كانت دولة تأسيسية لجمهورية صربيا والجبل الأسود (جمهورية يوغوسلافيا الاتحادية) بين 1992 و2006. بانفصال الجبل الأسود من الاتحاد مع صربيا في 2006، كلاهما أصبح دولتين ذات سيادة في حد ذاتهما.